# Denis D'hondt
Denis Claude D'hondt, né le 7 janvier 1940 à Flobecq a été un homme politique belge wallon, membre de l'ancienne Fédération PRL-FDF-MCC.
Instituteur à FLOBECQ (1958-1967), il a été nommé 1er directeur de l'Institut médico-pédagogique de l’État à KAIN,établissement scolaire qu'il a ouvert en 1967.Il a quitté cette fonction en 1981 pour devenir parlementaire à temps plein de 1981 à 2003 (carrière complète).
Détachements dans des Cabinets ministériels : 
- Education nationale(Ministre Michel Toussaint):de 1973 à 1977;
- Culture française(observateur Ministre H-F Van Aal):de 1977 à 1979;
- Education nationale(observateur Ministre Guy Mathot) : en 1981.

## Fonctions politiques anciennes
- Sénateur belge du 23 décembre 1991 au 21 mai 1995.
- Député fédéral belge :
  - du 8 novembre 1981 au 24 novembre 1991
  - du 21 mai 1995 au 10 avril 2003
    - Questeur honoraire ,  secrétaire de la Chambre des Représentants.
- Bourgmestre de FLOBECQ pendant 12 ans (1982-88 et 1995-2000)
- Conseiller provincial du Hainaut (1977-1981)
- Président du groupe PRL du Conseil régional wallon.
- Secrétaire du Conseil de la Communauté française.
- Président de la Fédération francophone des Jeunesses libérales(1972-1976)
- Vice-Président du Parti Réformateur libéral, président fédéral du PRL de l'arrondissement d'Ath.

## Distinctions
- Commandeur de l’Ordre de Léopold- 2003
- Médaille civique de 1re classe